# I Cuerpo de Ejército de Euzkadi
El I Cuerpo de Ejército de Euskadi fue una formación militar española que luchó durante la guerra civil española. Participó principalmente durante la campaña de Vizcaya, en contra de la ofensiva del Ejército sublevado. Si bien teóricamente estaba encuadrado en el Ejército del Norte, dependía del Gobierno autónomo vasco y durante su existencia mantuvo una gran autonomía orgánica.

## Historial
La formación fue creada en marzo de 1937, como sucesora del antiguo Euzko Gudarostea. Quedó compuesta por varias divisiones: 1.ª (Gómez García), 2.ª (Vidal Munarriz), 3.ª (Ibarrola) y 4.ª (Irézabal Goti). Posteriormente se uniría otra división, la 5.ª, mandada por el mayor de milicias Pablo de Beldarrain Olalde. El mando del cuerpo lo mantuvo inicialmente el presidente del gobierno autónomo vasco, el peneuvista José Antonio Aguirre, que ya había ostentado el mando del Euzko Gudarostea. Aguirre rechazó cualquier dependencia orgánica del Ejército del Norte republicano, así como cualquier intromisión de los oficiales republicanos mandado por el gobierno de Valencia.
A partir de mayo el mando lo asumió el general Mariano Gamir Ulibarri, cuando la situación militar en Vizcaya ya era muy complicada. El general Gamir mantuvo unas relaciones cordiales con Aguirre, si bien era muy crítico ante la actitud de los batallones peneuvistas —los cuales, en opinión de Gamir, eran «más afines al enemigo [que a nuestros principios]» y mantenían abiertos contactos con el enemigos. Durante la defensa de Bilbao las fuerzas del Cuerpo de Ejército de Euzkadi presentaron una enconada resistencia, pero la presión enemiga logró imponerse y Bilbao cayó la mañana del 19 de junio; la pérdida de Bilbao provocó una profunda desmoralización de las fuerzas vascas.
El 21 de junio, tras la caída de Vizcaya, Gamir Ulibarri pasó a mandar el Ejército del Norte, sucediéndole varios oficiales en el mando de la formación. El cuerpo de ejército vasco pasó a la provincia de Santander, muy quebrantado por los combates de Vizcaya. A comienzos de agosto sería reorganizado y reconvertido en el XIV Cuerpo de Ejército, ya plenamente integrado en el Ejército Popular de la República.

## Mandos
Comandantes
- José Antonio Aguirre;
- general de brigada Mariano Gamir Ulibarri;
- coronel de infantería Joaquín Vidal Munárriz;
- comandante de Estado Mayor Ernesto de la Fuente Torres;
- teniente coronel de infantería José Gállego Aragüés;
- coronel de infantería Adolfo Prada Vaquero;

Comisarios
- Jesús Larrañaga Churruca, del PCE;
- Luis Ruiz de Aguirre, de ANV;[5]

Jefes de Estado Mayor
- teniente coronel de ingenieros Alberto Montaud Noguerol;[6]
- comandante de infantería Ángel Lamas Arroyo;[7]